# Rebecca Black
Rebecca Renee Black (sinh 21 tháng 6 năm 1997) là một ca sĩ nhạc pop người Mỹ. Cô trở thành nổi tiếng khắp thế giới sau khi phát hành bài hát "Friday" qua hãng phát hành ARK Music Factory. Bài hát chịu sự phê bình tiêu cực, và bị nhiều nhà phê bình và khán giả cho là "bài hát tệ nhất mọi thời đại". Sự thành công của cô một phần là nhờ vào sự phê bình tiêu cực này và việc sử dụng các phương tiện truyền thông mạng xã hội. Video của bài hát, được đăng lên YouTube đã nhận được trên 155 triệu lượt xem tính đến ngày 8 tháng 10 năm 2021, và cô được quốc tế chú ý đến như là một "ngôi sao mạng".

## Đầu đời
Rebecca Black sinh vào ngày 21 tháng 6 năm 1997, tại Anaheim Hills, một khu xóm ở thành phố Anaheim, nằm tại Quận Cam, California. Cô là con gái của John Jeffery Black và Georgina Marquez Kelly, hai bác sĩ thú y. Là một học sinh giỏi, cô đã học nhảy múa, thử tài tham gia trong các biểu diễn tại trường, tham gia trại hè ca nhạc, và bắt đầu ca hát trước công chúng năm 2008 sau khi gia nhập vào nhóm ái quốc Celebration USA.

## Sự nghiệp ca nhạc
Cuối năm 2010, bạn học của Black và cũng là một khách hàng của Ark Music Factory, một hãng thu âm có trụ sở tại Los Angeles, kể cho cô biết về công ty này. Mẹ cô trả công ty $4.000 để sản xuất video ca nhạc trong khi gia đình cô giữ bản chính. Bài hát đĩa đơn của cô, tên là "Friday", được phát hành trên YouTube và iTunes. Video của bài hát được tải lên YouTube vào ngày 10 tháng 2 năm 2011 và nhận được 1000 lượt xem vào tháng đầu. Video trở nên nổi tiếng vào ngày thứ Sáu, 11 tháng 3 năm 2011, và đoạt được hàng triệu lượt xem trên YouTube trong chỉ vài ngày, và trở thành đề tài được thảo luận nhiều nhất trên website mạng xã hội Twitter, và giành được chú ý, chủ yếu là tiêu cực, từ giới truyền thông. Đến ngày 17 tháng 4, video đã nhận được hơn 2,1 triệu phiếu "ghét" trên YouTube, so với con số 286.000 "thích". Tính đến ngày 22 tháng 3 năm 2011, tạp chí Billboard ước tính đĩa đơn của cô đã bán khoảng 40.000 bản vào tuần đầu. Cô hiện diện trên chương trình The Tonight Show with Jay Leno ngày 22 tháng 3 để biểu diễn bài hát và trả lời phỏng vấn về sự đón nhận tiêu cực về bài hát. Bài hát đoạt vị trí 58 và 33 trên các bảng xếp hạng Billboard Hot 100 và New Zealand Singles Chart. Tại Vương quốc Anh, ca khúc xuất hiện lần đầu ở vị trí 61 trên UK Singles Chart.
Đến ngày 25 tháng 3, Black đã thuê một người giúp đối phó với báo chí và một người quản lý. Người quản lý của cô xác nhận là ông đã được một số nhạc sĩ và hãng thu âm liên lạc với các đề nghị bài hát và album. Trong một cuộc phỏng vấn với báo The Sun, Black cho biết cô đang thu âm một bài hát mới tên là "LOL", sẽ được phát hành như một đĩa đơn, và cho album đầu tay tại phòng ghi âm Flying Pig Productions ở Los Angeles. Tuy nhiên, trên tài khoản Twitter chính thức của mình, cô cho biết bài hát sẽ không được gọi là "LOL". Ít nhất một website chuyên tin tức về các ngôi sao cho biết không có bài hát mới nào đang được sản xuất, và cho rằng người quản lý của cô đã nói rằng "Rebecca không có đĩa đơn mới nào tên là 'LOL'. Để dễ hiểu hơn, cô không có đĩa đơn mới nào đang được ghi âm vào thời điểm này."  Cô đang hoạt động nhưng không có một hợp đồng ghi âm nào. Cô cũng cho biết album sẽ có đề tài giống "Friday" và muốn nó "phù hợp và trong sạch" Vào ngày Cá tháng tư năm 2011, nhằm một ngày thứ Sáu, Black đã hợp tác với website Funny or Die (đổi tên thành Friday or Die) để tạo một loạt video, trong đó một video nhắc đến sự tranh cãi về việc trẻ em lái xe trong video cho "Friday". Cô cho biết cô là một người hâm mộ Justin Bieber, và muốn được hát cùng anh.

## Danh sách đĩa nhạc

### Đĩa đơn
| Tên                             | Năm  | Vị trí xếp hạng cao nhất | Vị trí xếp hạng cao nhất | Vị trí xếp hạng cao nhất | Vị trí xếp hạng cao nhất | Vị trí xếp hạng cao nhất | Vị trí xếp hạng cao nhất | Thuộc album |
| Tên                             | Năm  | Mỹ                       | Úc Digital               | Canada                   | Ireland                  | New Zealand              | Anh                      | Thuộc album |
| ------------------------------- | ---- | ------------------------ | ------------------------ | ------------------------ | ------------------------ | ------------------------ | ------------------------ | ----------- |
| "Friday"                        | 2011 | 58                       | 40                       | 61                       | 46                       | 33                       | 60                       | TBA         |
| "My Moment"                     | 2011 | —                        | —                        | —                        | —                        | —                        | —                        | TBA         |
| "Person of Interest"            | 2011 | —                        | —                        | —                        | —                        | —                        | —                        | TBA         |
| "Sing It"                       | 2012 | —                        | —                        | —                        | —                        | —                        | —                        | TBA         |
| "—" Đĩa đơn không được xếp hạng |      |                          |                          |                          |                          |                          |                          |             |